# Džamija
Džamija är ett berg i Bosnien och Hercegovina.   Det ligger i entiteten Federationen Bosnien och Hercegovina, i den södra delen av landet, 30 km söder om huvudstaden Sarajevo. Toppen på Džamija är 1 965 meter över havet, eller 715 meter över den omgivande terrängen. Bredden vid basen är 18,1 km. Džamija ingår i Visočica.
Terrängen runt Džamija är bergig västerut, men österut är den kuperad.Runt Džamija är det ganska tätbefolkat, med 93 invånare per kvadratkilometer.. Närmaste större samhälle är Gračanica, 18,6 km norr om Džamija. 
Trakten runt Džamija består till största delen av jordbruksmark.